# Paradise PD
Paradise PD ist eine US-amerikanische Zeichentrickserie für Erwachsene des US-amerikanischen Video-on-Demand-Anbieters Netflix. Erdacht wurde sie von Roger Black und Waco O’Guin, die bereits für die Animationsserie Brickleberry verantwortlich waren.
Die Serie umfasst 40 Episoden in vier Staffeln und wurde erstmals am 31. August 2018 auf Netflix, sowohl in englischer als auch deutscher Synchronisation, veröffentlicht.

## Handlung
Die Serie handelt von den Polizisten der Kleinstadt Paradise, die von Chief Randall Crawford befehligt werden. Die Polizisten agieren unfähig und unprofessionell. Als episodenumspannender Handlungsbogen dient die Ermittlung gegen einen unbekannten, mächtigen Methamphetamin-Dealer. Die Charaktere der Serie wurden teilweise denen aus der Serie Brickleberry nachempfunden.

## Synchronisation
Die Serie wurde im Auftrag von Netflix ins Deutsche übersetzt. Die Synchronisation übernahm die CSC-Studio, Hamburg. Das Dialogbuch übernahmen Djordjo Micic (Staffel 1) und Manuel Karakas (Staffel 2–4) und die Dialogregie Johannes Semm.
| Rolle                    | Originalsprecher | Deutsche Sprecher |
| ------------------------ | ---------------- | ----------------- |
| Kevin Crawford           | David Herman     | Jesse Grimm       |
| Chief Randall Crawford   | Tom Kenny        | Jürgen Holdorf    |
| Gina Jabowski            | Sarah Chalke     | Jennifer Böttcher |
| Bullet, der Hund         | Kyle Kinane      | Daniel Welbat     |
| Gerald „Fitz“ Fitzgerald | Cedric Yarbrough | Frank Logeman     |
| Mayor Karen Crawford     | Grey Griffin     | Dagmar Dreke      |
| Dusty Marlow             | Dana Snyder      | Jens Wendland     |
| Stanley Hopson           | Dana Snyder      | Peter Weis        |